# Dorothy Hill
Pour les articles homonymes, voir Hill.
Dorothy Hill (10 septembre 1907 – 23 avril 1997) est une géologue, zoologiste, paléontologue australienne. Elle a été le premier professeur féminin dans une université australienne, et la seule femme présidente de l'Académie australienne des sciences, jusqu'à celle de Suzanne Cory entre 2010 et 2014.

## Biographie
Dorothy Hill est née à Brisbane et poursuit ses études dans une école de filles de cette ville. Après le lycée, elle ne peut intégrer l'école de médecine dans l'Université du Queensland comme elle le souhaite mais, grâce à une bourse, elle suit des études de chimie. Elle poursuit, sur les conseils de son professeur Henry Caselli Richards (en) (1884-1947), en géologie. Elle est diplômée en 1928 et reçoit un premier prix scolaire et la médaille d'or de l'université pour mérite exceptionnel. Elle obtient une bourse pour étudier au Sedgwick Museum of Earth Sciences (en) de Cambridge.
Dorothy Hill obtient son doctorat à Cambridge en 1932 sur les coraux d'Écosse du Carbonifère. Elle reste en Angleterre durant sept années, éditant plusieurs papiers importants sur les Rugosa. De retour en Australie, elle étudie les couches stratigraphiques et les coraux d'Australie-Méridionale. Ses travaux sur les coraux du Paléozoïque sont considérés comme une norme.
Pendant la Seconde Guerre mondiale, Hill s'est enrôlée dans le Women's Royal Australian Naval Service (en). Elle y travaille 80 à 90 heures par semaine pour le service de chiffrement des ordres d'expédition.
En 1956, elle devient membre de l'Académie australienne des sciences puis vice-présidente en 1969 et la première et toujours la seule présidente à partir de 1970, après la mort de David Forbes Martyn (en) (1906-1970).
Elle a été décorée Compagnon de l'ordre d'Australie et Commandeur de l'ordre de l'Empire britannique, elle est membre de la Royal Society et reçoit la médaille Clarke en 1966.